# Erich Christian Werlauff
 Ikke at forveksle med erhvervsmanden Erik Werlauff (født 1952).
Erich Christian Werlauff (født 2. juli 1781 i København, død 5. juni 1871 sammesteds) var en dansk historiker.

## Uddannelse og embedsliv
Werlauff var søn af den norskfødte koffardikapitajn (kaptajn på et handelsskib) Jens Werlauff (død 1786) og Wilhelmine Frederike, født Wirth (død 1804). Han blev student 1802 med udmærkelse, og tog juridisk eksamen med laud. Allerede to år tidligere havde han besvaret en historisk prisopgave og var 1798 blevet kustode ved Det Kongelige Biblioteks læsesal. Ved dette bibliotek arbejde han til 1861. Han blev 2. sekretær 1805, 1. sekretær 1814, bibliotekar 1823 og overbibliotekar 1829. Samtidig var Werlauff tilknyttet Københavns Universitet. Efter at være blevet tildelt den filosofiske doktorgrad 1808 på afhandlingen De Ario multiscio, antiquissimo Islandorum historico blev han 15. august 1810 adjunkt ved universitetet og skulle læse over nordisk historie og oldsager. 24. februar 1812 blev han ekstraordinær og 5. december 1821 ordentlig professor. 1836-1837 var han universitetets rektor og holdt ved indvielsen af den nye universitetsbygning den første danske tale, der er blevet holdt ved en universitetsfest (hidtil var sådanne taler blevet holdt på latin). Han bevarede sin stilling ved universitetet til han aftrådte på grund af alder 31. december 1867, men som ældste professor var han, der i øvrigt aldrig havde været nogen ivrig forelæser, fra 1852 fritaget for at holde forelæsninger.

## Werlauffs personlighed
Uden for de nævnte oprykninger på embedsstigen frembyder Werlauffs liv ikke nogen som helst oplevelse. Han ønskede ingen administrativ virksomhed uden for den, der var knyttet til de nævnte to stillinger. I det offentlige liv trådte han aldrig frem, og han lod sig aldrig inddrage i litterær polemik. Han rejste meget lidt og kom aldrig uden for de danske øer. I
selskabslivet deltog han ikke og gjorde kun få besøg – et "Werlauffsk besøg" var i Kamma Rahbeks sprog det samme som intet. Det valgsprog, som han tog, da han blev Storkors af Dannebrog, var sætningen af Ovids Tristia, at den har levet vel, som lever i skjul.
Man kunne i den elskværdige lærdes ansigtstræk se udtrykket af en mild, bønlig sørgmodighed, der ligesom anmodede om at lade ham være i fred. I 40 års alderen betragtede han sit liv som afsluttet, men han levede dog et halvt århundrede derefter; allerede da kaldte studenterne ham "gamle Werlauff". Uagtet sit stueliv var Werlauff en opmærksom og skarp iagttager af alt hvad han så, og han hørte gerne og nøje efter, når der fortaltes ham om livet i verden, om offentlige begivenheder eller private forhold. Da han ved sit livs slutning efter opfordring nedskrev sine erindringer, formede de sig af sig selv som en skildring af tilstande og sæder i det 19. århundredes begyndelse; de viste, hvor skarpt og fint han havde set, og hvor nøjagtigt han huskede. Også ved sit giftermål, 18. november 1825, med Vilhelmine Heger (1. december 1797 – 3. marts 1873), ældste datter af skuespilleren Jens Stephan Heger, en åndfuld kvinde og ægte Hegersk type, bragtes han i berøring med det ydre liv, med skuespiller- og forfatterverdenen. Gennem hele sit liv talte han mange ældre og yngre videnskabsmænd blandt sine venner og havde også gennem dem rig lejlighed til at høre og til at erfare. Hvor meget end Werlauff var knyttet til stuen og reolerne, var der kun lidt af særlingen i hans måde at være på, heller ikke i hans færd noget man smilede over, og han var den eneste af Kamma Rahbeks venner, som undgik at få et kendingsnavn.

## Werlauffs forfatterskab
Over Werlauffs omfattende lærde forfatterskab er der et stilhedens og fredsommelighedens præg. Der er ganske vist enkelte emner, som han med forkærlighed studerede, men helst skulle han dog
have en ydre tilskyndelse for at tage fat på et arbejde. Tre gange besvarede han således udsatte prisopgaver og hjembar prisen. Når kongerne, universitetet eller andre institutioner bad ham skrive om et emne, var han næsten altid beredt, dog ville han sikkert have unddraget sig fra at skrive om omvæltninger eller rystelser, eller om mænd, som gjorde sig skyldige i sådanne. En undtagelse må dog siges at være Erindringer om Guldhornstyveriet : den 4. Mai 1802 (1858, optrykt 1970). Inden for det biografisk område omhandlede han helst de lærde mænd, lige fra islænderen Are Frode (De Ario multiscio 1808) til Ole Worm og Arne Magnusen. Endnu hellere behandlede han de lærde stiftelsers historie: Historiske Efterretninger om det store kongelige Bibliothek (1825, 2. udgave 1844), Udsigt over Kjøbenhavns Universitetsbygnings Historie (1836), Det kongelige danske Selskab for Fædrelandets Historie og Sprog (1847) og Kjøbenhavns Universitet fra dets Stiftelse indtil Reformationen (1850).
Han har også en udpræget antikvarisk interesse, der bringer ham til at undersøge oldtidsforhold og dernæst mindesmærker: Udkast til den nordiske Arkæologis Historie,
Skandinavernes Bekjendtskab med den pyrenæiske Halvø, Bidrag til Middelalderens Geografi efter islandske Kilder (Symbolæ ad geographiam medii ævi, ex monumentis Islandicis 1821), Bidrag til den nordiske Ravhandels Historie (1835, optrykt Tønder 2002) , Forsøg til at oplyse og forklare Prokops Efterretninger om de nordiske Lande,Beskrivelse over Kong Erik Menveds og hans Dronning Ingeborgs Gravminde i Ringsted Kirke og De hellige tre Kongers Kapel, stiftet af Kong Christian den Første og Dronning Dorothea i Roskilde-Domkirke (1849).
Den stærke nationale bevægelse rev ikke synderlig Werlauff med sig, dog besvarede han en af etatsråd Jacob Brønnum Scavenius udsat prisopgave med afhandlingen Forsøg til det danske Sprogs Historie i Slesvig (1819), og i 7. hæfte af Antislesvig-holstenske Fragmenter skrev han Om Constitutio Waldemar (1848). Ved sin lidet udprægede nationale farve opnåede Werlauff også at blive skudfri på den tid, da norske historikere ellers krigede stærkt mod den danske forskning. "Erz-Patriot haver jeg aldrig været", skriver han 1833 til justitiarius Berg i Christiania, og Werlauff havde både ved sin fars norske fødsel og vel også af en vis lyst til helst at opsøge det fjerne stor interesse for Norge. Professor Dahlmann skrev derfor med rette 1841: "siden Schøning har Werlauff indlagt sig de mest mangesidige Fortjenester af Norges Historie".
Sagen var den, at samtidig med, at man i Norge gennem flere årtier så at sige helt forsømte landets historie, tog Werlauff med iver fat på at belyse den. Han udgav flere sagaer om de norske konger, oversatte dem og forsynede dem med register og oplysninger, ligeledes udgav han kong Sverres stridsskrift mod gejstligheden. I en række afhandlinger har han foruden norske mindesmærker behandlet emner som: Krigen mellem Danmark og Norge i slutningen af det 13. og begyndelsen af det 14. århundrede, foreningen mellem Sverige og Norge under kong Magnus Smeks regering, de norske kongers salving og kroning i middelalderen og grænsebestemmelse mellem Norge og Sverige i anden halvdel af det 13. århundrede. Endelig kan nævnes flere afhandlinger om Norges historie under Christian I. Da Norge havde fået store historikere, holdtes Werlauff også højt i ære af dem, og Werlauff offentliggjorde jævnlig afhandlinger i Norge.
Også et andet emne syntes Werlauff at have valgt af virkelig forkærlighed, og det var studiet af Ludvig Holberg i forhold til hans samtid og som samfundsskildrer. 1838 udgav Werlauff Historiske Antegneiser til Ludvig Holbergs atten første Lystspil (2. udgave 1858), hvortil kommer afhandlinger, der giver historiske oplysninger til Niels Klims underjordiske Rejse og til Peder Paars. Det er vel muligt, at det især var det kulturhistoriske indhold af Holbergs værker, der fængslede Werlauff, dog fortæller forfatterinden Benedicte Arnesen Kall, hvorledes den interesse, hvormed hun allerede som barn omfattede Holberg, blev næret og udviklet af Werlauff. Blandt de mange lærde historikere, som Danmark dengang besad, var der ingen, der overgik Werlauff i alsidig kundskab. Til Danmarks og overhovedet til Nordens kilder havde han et kendskab som ingen anden, og det var allerede fra ungdommen af hans ønske at kunne udgive et Bibliotheca historica dano-norvegica til vejledning om kildestoffet, hvad han dog ikke nåede, men hans forelæsninger ved universitetet herover nød megen anseelse.
Den store forsigtighed, som udmærkede al hans gerning, indgav ham stor frygt for hypoteser eller for fremsættelsen af videnskabelige muligheder, hvorfor hans skrifter har undgået forsyndelser, som den tids forskning ellers kunne gøre sig skyldig i. De har derfor i en sjælden grad holdt værdi i mange år. Derimod har de i ringere grad bidraget til at lede historieskrivningens almindelige udvikling i Danmark eller til ændringer i opfattelsen eller den dybere forståelse af folkets historie. På de store overblik ville Werlauff ikke indlade sig. Mest faldt det ham i øje, at der intet nyt var under solen, men at alt gentog sig. "Werlauff holdt sig," udtaler hans ven og beundrer Caspar Frederik Wegener, "om han end gjærne dvælede ved historiske Paralleller, dog i sine Forskninger mest til Enkelthederne, og han blev oftest staaende ved Kjendsgjerningerne selv uden at vove en almindeligere anvendelse".
De emner, han behandlede, var ofte meget specielle eller bortliggende, så det først blev andre
historikere, som byggede videre på, hvad Werlauff så utrættelig havde grundlagt og lagt til rette, der gav de egentlige impulser i Danmarks historieskrivning. Som bibliotekar havde Werlauff store fortjenester, selv om han fra den tid, da han var blevet overbibliotekar, kun kunde ofre et par timer daglig på denne gerning. Han kendte nøje bibliotekets indhold. For Håndskriftsamlingen nærede han særlig interesse og vidste at erhverve vigtige manuskripter for den. I sin styrelsesmåde og i forholdet til de mænd, som virkede ved biblioteket, lagde han sit humane og hjælpsomme sind for dagen.

## Æresbevisninger
Werlauff blev i 1806 medlem af Det kongelige danske Selskab for Fædrelandets Historie, og blev i 1810 medlem af Den Kungelige Commission för Oldsagers oppbevaring, i 1812 medlem af Den Arnamagnæanske Kommission og i 1820 medlem af Videnskabernes Selskab. Werlauff blev videre medlem af Vitterhetsakademien 1830. I 1818 fik han titlen justitsråd, 1836 konferensråd, 1841 blev han Kommandør af Dannebrog og 1855 modtog han Storkors.